# El Szaddaj
El Szaddaj (hebr. אֵל שַׁדַּי) – jedno z imion Boga występujące w Starym Testamencie. Tłumaczone jest zwykle jako „Bóg Wszechmocny”, czego odpowiednikiem używanym w Wulgacie jest (łac.) Omnipotens, zaś w Septuagincie (grec.) Pantokrator. Jednak dokładne pochodzenie tego słowa nie jest znane, można doszukiwać się także innych znaczeń:
- Według „Polskiego słownika judaistycznego”, powołującego się na wczesną interpretację rabinistyczną, określenie El Szaddaj miało pochodzić od hebrajskich słów sza = „ten” (który) oraz daj = „wystarczający”[1],
- Etymologia określenia wywodzona jest także od akadyjskiego słowa szadu = „góra”, rozumianego jako „góra kosmiczna” (Bóg Wszechświata)[1],
- Z hebrajskiego słowa  szad (hebr. שַׁד) lub szadajim znaczącego „pierś” lub „piersi”, w połączeniu z przedrostkiem El jest czasem tłumaczone jako „Ten Wszechmocny który karmi, zaopatruje, dostarcza”[2],
- Z hebrajskiego słowa szadad (hebr. שָׁדַד) znaczącego niszczyć sugeruje – „Ten Wszechmocny, który posiada absolutną siłę”[2].

Tanach (Biblia Hebrajska) używa tego imienia tylko w historiach Abrahama, Izaaka i Jakuba (zob. np. Wj 6,2-3), choć człon szaddaj pojawia się częściej. Imię El Szaddaj jest umieszczane także w mezuzach i tefilin.